# Telo (fizika)
Teló (redkeje tudi fizikálno teló) je v fiziki je množina mas, ki jo obravnavamo kot eno. Za primer, žogo za kriket imamo lahko za eno telo, čeprav je sestavljena iz več delcev (kosov snovi).
Telo lahko opišemo s teorijami klasične ali kvantne mehanike in z njimi delamo preskuse s fizikalnimi pripravami. Sem spada določitev pozitrona in v nekaterih primerih usmerjenost v prostoru, kakor tudi spremembe zaradi uporabe sil.
Idealizacija končnorazsežnega trdnega telesa je togo telo. Še večja idealizacija je točkasto telo
Težnost bo na primer pospešila telo, če ni podprto, in mu tako spremenila lego - telo bo prosto padalo. Za spremembo lege telesa ni nujna prisotnost sile. Pod vplivom sil se telesom spremeni velikost spremembe lege, oziroma njihova hitrost.
Fizično telo (glej telo) človeka, živali ali rastline je sestavljeno iz organov in biološkega tkiva ter je del živega bitja, ki lahko pri človeku vsebuje psihološko ali duhovno sestavino. Vprašanje ali človeško bitje vsebuje duhovno sestavino ali ne, je predmet filozofske razprave in vere.